# Dina Gralla
Dina Gralla, née Hedwig Gralla le 15 janvier 1905 à Berlin et morte le 11 novembre 1994 dans la même ville, est une actrice allemande.

## Biographie
Hedwig Gralla nait à Berlin le 15 janvier 1905 de parents allemands. Elle suit une formation de danse en 1919 et se produit comme danseuse de ballet dans les revues du Wintergarten (de) à Berlin.
Après avoir suivi des cours particuliers de théâtre auprès de Walter Steinbeck (en), le réalisateur Richard Eichberg la choisit pour son film Leidenschaft en 1925. Elle apparait ensuite dans un certain nombre de films muets et le cinéma sonore du début des années 1930.
Malade, elle doit arrêter sa carrière d'actrice en 1934. Le seul film dans lequel elle jouera par la suite est An jedem Finger zehn (1954) d'Erik Ode.
Gralla s'est mariée deux fois : d'abord avec le journaliste américain Lincoln Eyre (1889 - 1928, correspondant à Berlin du New York Times) et de 1934 à 1939 avec le journaliste allemand Clemens Dieckmann.
Elle meurt le 11 novembre 1994.

## Filmographie

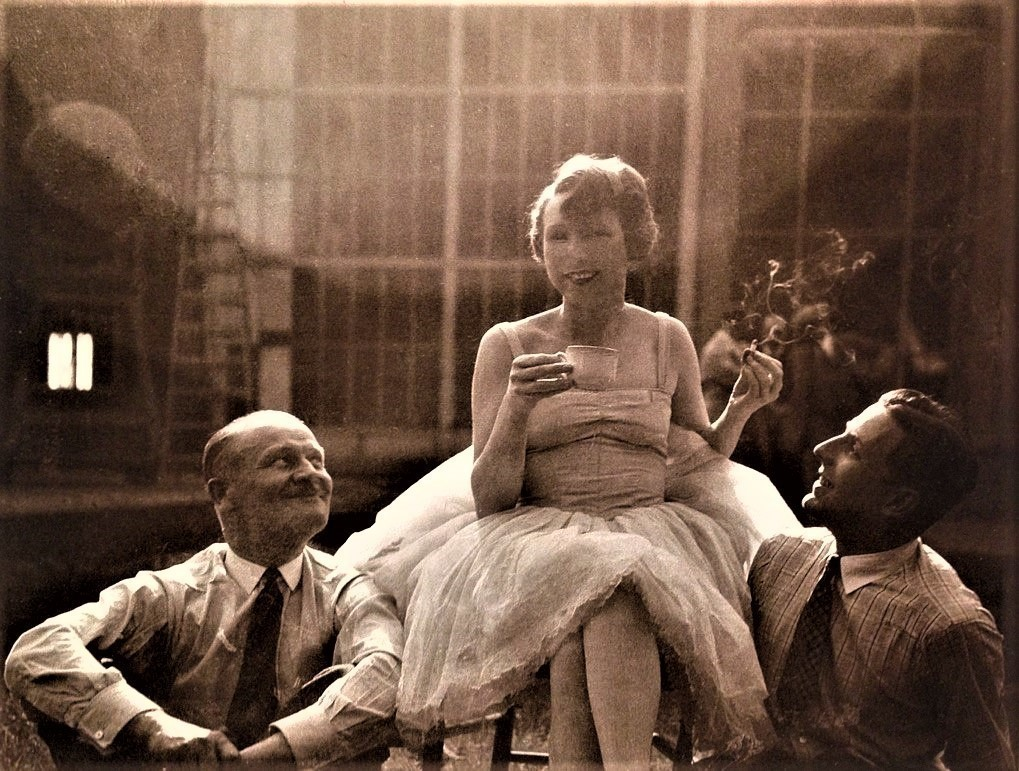
Albert Paulig, Dina Gralla et Werner Pittschau, pause durant le tournage de L'Archiduc et la danseuse en 1926.

- 1925 : Leidenschaft (de) de Richard Eichberg : Pepi Gschwandner
- 1925 : Die Frau von vierzig Jahren (de) de Richard Oswald : la fille
- 1925 : Die Kleine vom Bummel (de)  de Richard Eichberg : la « Erfahrene »
- 1925 : Die Frau mit dem Etwas (de) d'Erich Schönfelder : Erna Steinke
- 1925 : Unser täglich Brot de Constantin J. David (en)
- 1926 : Prinzessin Trulala (de) d'Erich Schönfelder : princesse Hopsassa
- 1926 : Madame ne veut pas d'enfants d'Alexander Korda : Lulu
- 1926 : L'Archiduc et la danseuse (de) de Max Neufeld : Gustl Sonnleithner
- 1927 : Im Luxuszug (de) d'Erich Schönfelder : Hedwig
- 1927 : Die schönsten Beine von Berlin (de) de Willi Wolff : Poupette
- 1927 : Der brave Soldat Schwejk in Zivil (Svejk v civilu) de Gustav Machatý : Anicka
- 1927 : Wie heirate ich meinen Chef? d'Erich Schönfelder
- 1927 : Coquin de printemps (de) de Richard Eichberg : Diana
- 1927 : Das Fräulein von Kasse 12 (de) d'Erich Schönfelder : Grete Schober
- 1928 : Der alte Fritz de Gerhard Lamprecht : Wilhelmine Enke
- 1928 : Du sollst nicht stehlen de Victor Janson : Yvonne Warburg
- 1928 : Das Girl von der Revue (de) de Richard Eichberg : Kitty
- 1928 : Die tolle Komteß (de) de Richard Löwenbein : comtesse Jutta von Kesselstein
- 1928 : Modellhaus Crevette de Max Neufeld
- 1928 : Der Geliebte seiner Frau de Max Neufeld : Doris Marion
- 1928 : Der Befehl zur Ehe de Max Neufeld : comtesse von Riemerscheid
- 1928 : Der Piccolo vom Goldenen Löwen (de) de Carl Boese : Gerda von Hohenstein
- 1929 : Wer wird denn weinen, wenn man auseinandergeht (de) de Richard Eichberg : Sybil Werner
- 1929 : Kehre zurück! Alles vergeben! d'Erich Schönfelder : Gina Tieck
- 1929 : Ein kleiner Vorschuß auf die Seligkeit de Jaap Speyer : Dolly Peters
- 1929 : Fräulein Lausbub (de) d'Erich Schönfelder : Daisy
- 1930 : Paramount on Parade
- 1931 : Kinder des Glücks d'Alexander Esway
- 1931 : Der Liebesarzt d'Erich Schönfelder : Peggy
- 1931 : Der Liebesexpreß de Robert Wiene : Annie
- 1931 : Die schwebende Jungfrau de Carl Boese : Strandnixe
- 1931 : Keine Feier ohne Meyer de Carl Boese : Elsa Goebel
- 1931/1932 : Une auto et pas d'sou (de) de Jakob et Luise Fleck : Mimi
- 1932 : Die Wasserteufel von Hieflau d'Erich Kober, Eugen Schüfftan et Franz Herterich : Gisel
- 1934 : Grüß' mir die Lore noch einmal de Carl Heinz Wolff : Ulla
- 1954 : Dix à chaque doigt (An jedem Finger zehn) d'Erik Ode : L'habilleuse Emma